# Pater-Fuchs-Preis
Der mit 3000 Euro dotierte Pater-Fuchs-Preis (oft: Pater Fuchs-Preis) ist ein Archäologiepreis zur Erforschung des römischen Mainz (lateinisch Mogontiacum). Er erinnert an den Archäologen Pater Joseph Fuchs (1732–1782). Der Preis wird von der Direktion Landesarchäologie Mainz der Generaldirektion Kulturelles Erbe Rheinland-Pfalz seit 2009 zur Würdigung hervorragender Leistungen bei Erforschung und Pflege des historischen Mainz verliehen.

## Preisträger
- 2009: Franz Stephan Pelgen (für „außerordentliche Leistungen in der Erschließung des archäologisch-historischen Erbes von Mainz“, Dissertation: P. Joseph Fuchs O.S.B. professus Seligenstadiensis (1732–1782). Ein Mainzer Gelehrter und die Editionsgeschichte seiner archäologischen und klosterpolitischen Schriften, in: Beiträge zur Geschichte der Stadt Mainz, 37);[1] Bernd Funke[2][3] (für die Vermittlung archäologischen Wissens in der Allgemeinen Zeitung)
- 2010: Joachim Gorecki[4] (Die Fundmünzen der römischen Zeit in Deutschland. Abteilung 4 Rheinland-Pfalz, Band 1, Nachträge 1 und 2)
- 2011: Katja Zipp[4] (Anthropologische Untersuchung der Körper- und Brandbestattungen des römischen Gräberfeldes Mainz-Kurfürstenstraße mit einem Beitrag zu den Bauchlagenbestattungen in der römischen Antike)[5]